# 사우중로
사우중로(Saujung-ro)는 경기도 김포시 사우동 김포시청 앞과 고촌읍 한강시네폴리스 나들목을 잇는 도로이다.

## 주요 경유지
경기도 김포시
- (사우동, 김포본동, 고촌읍)

## 노선
| 이름                  | 접속 노선                     | 소재지 | 소재지 | 소재지                      | 비고 |
| --------------------- | ----------------------------- | ------ | ------ | --------------------------- | ---- |
| 김포시청              | 사우중로3번길                 | 경기도 | 김포시 | 사우동                      | 기점 |
| 시민회관 교차로       | 봉화로                        | 경기도 | 김포시 | 사우동                      |      |
| 운동장앞 사거리       | 돌문로                        | 경기도 | 김포시 | 사우동                      |      |
| 사우사거리 사우역     | 김포대로                      | 경기도 | 김포시 | 좌측: 김포본동 우측: 사우동 |      |
| (이름 없음)           | 사우중로73번길 사우중로74번길 | 경기도 | 김포시 | 좌측: 김포본동 우측: 사우동 |      |
| 풍년마을 사거리       | 김포대로926번길               | 경기도 | 김포시 | 좌측: 김포본동 우측: 사우동 |      |
| (이름 없음)           | 풍년로                        | 경기도 | 김포시 | 좌측: 김포본동 우측: 사우동 |      |
|                       |                               | 경기도 | 김포시 | 김포본동                    |      |
|                       |                               | 경기도 | 김포시 | 사우동                      |      |
|                       |                               | 경기도 | 김포시 | 김포본동                    |      |
| 미개통 교차로         |                               | 경기도 | 김포시 | 고촌읍                      |      |
| 미개통 교차로         |                               | 경기도 | 김포시 | 고촌읍                      |      |
| 한강시네폴리스 나들목 | 김포한강로                    | 경기도 | 김포시 | 고촌읍                      | 종점 |

## 주요 건물 및 시설
- 김포시청 (경기도 김포시 사우중로 1)